# Enzymaktivator

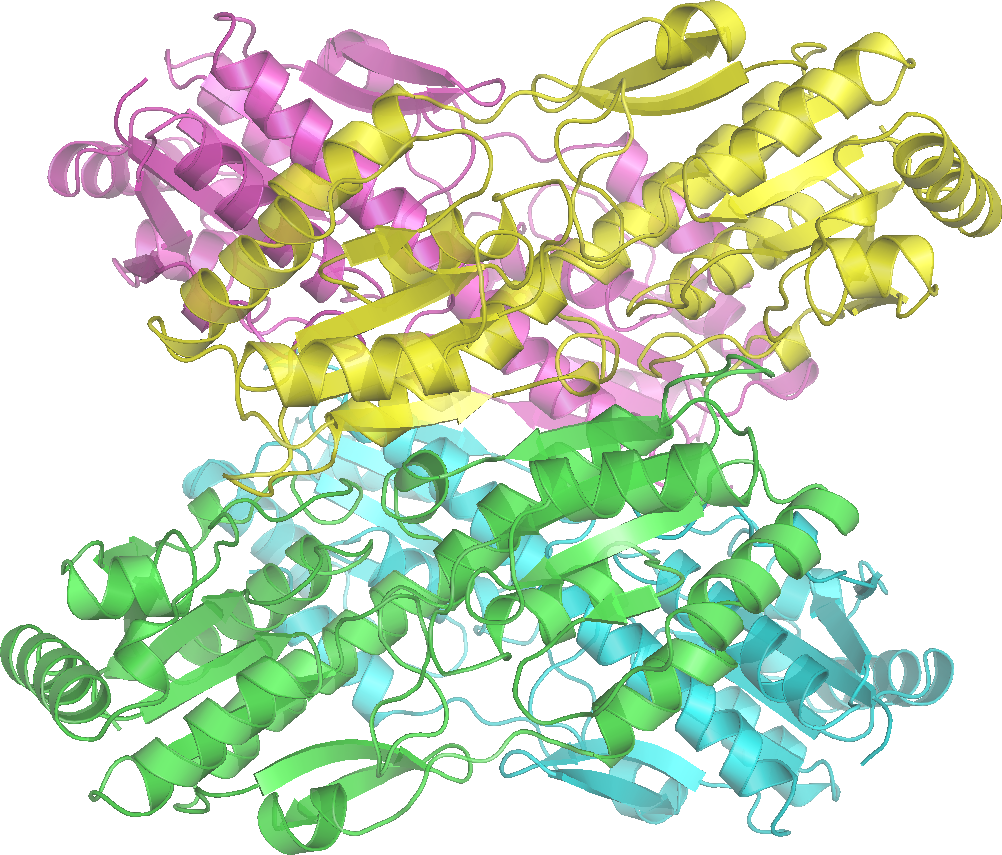
Modell av fosfofruktokinas hos bakterien Bacillus stearothermophilus.

Enzymaktivatorer är molekyler som binder till enzymer och på så vis ökar deras aktivitet. Dessa molekyler är ofta involverade i allosterisk reglering av enzymer som kontrollerar metabolismen. Ett exempel på en enzymaktivator som fungerar på detta vis är fruktos-2,6-bisfosfat som aktiverar fosfofruktokinas 1 och ökar glykolysens hastighet vid närvaro av glukagon.